# Apoidea
Apoidea  — надродина перетинчастокрилих комах. Об'єднує дві традиційно визнані секції: риючі оси (або Сфекоїдні) та бджоли, які виступають їх нащадками.

## Номенклатура
Згідно з сучасною класифікацією Бджоли є спеціальною лінією Crabronid (пісочних) ос, які перейшли на використання пилку та нектару для годування лялечок, на відміну від хижих комах; це, ймовірно, роблять Crabronidae парафілетичної групи. Відповідно, бджоли та риючі оси (sphecoid) зараз об'єднані в одну надродину, яка раніше мала назву «Apoidea», а зараз називається Sphecoidea (яка подібно Spheciformes використовувалася в минулому, але після визначення парафілетичної групи була вилучена).
Самі бджоли (не включаючи ос, як їх предків) усе ще вважаються монофілетичною групою, тому, як і раніше, зручно використовувати групування за надродинами і родинами для уніфікації усіх бджіл. Декілька останніх класифікацій вирішували цю проблему об'єднуючи усі бджолині родини разом в одній великій родині Apidae, хоча це і не отримало широкого визнання. Альтернативна класифікація, яка більш широко використовуються, об'єднує усіх бджіл під одним ім'ям Anthophila (Engel, 2005), яке є еквівалентом застарілого ім'я Apiformes (лат. бджоло подібної форми).

## Класифікація
- секція Бджоли (Anthophila)
  - Андреніди (Andrenidae)
  - Бджолині (Apidae)
  - Коллетіди (Colletidae)
  - Галиктіди (Halictidae)
  - Мегахиліди (Megachilidae)
  - Мелиттіди (Melittidae)
  - Стенотритіди (Stenotritidae)
- секція Риючі оси (Spheciformes)
  - Ammoplanidae
  - Ampulicidae
  - Astatidae
  - Bembicidae
  - Crabronidae
  - Heterogynaidae
  - Mellinidae
  - Pemphredonidae
  - Philanthidae
  - Psenidae
  - Sphecidae
- Incertae sedis
  - †Discoscapidae
  - †Melittosphecidae
  - †Paleomelittidae